# Maesa lanyuensis
Maesa lanyuensis là một loài thực vật có hoa trong họ Anh thảo. Loài này được Yuen P. Yang mô tả khoa học đầu tiên năm 1999.